# Bereczki József
Bereczki József (Sajószentpéter, 1962. január 7. –) magyar atlétikai bajnok. 

## Életpályája
Gyermekkorát Edelényben töltötte, majd Miskolcra került a Bláthy Ottó Villamosipari Szakközépiskolába.
Itt ismerkedett meg az atlétikán belül a középtáv-futással, Schweickhardt Gyula testnevelő, szakedző irányításával. A Miskolci VSC majd 1985-től a DVTK versenyzője volt.
A következő 25 évet a távfutás határozta meg. Nejével és két felnőtt fiával és a rokonságával  Németországban él. (Roßhaupten, Bajorország)

## Eredményei
1981-ben 800 méteren ifjúsági Európa-bajnokságot nyert 1:46,17-tel. Ezzel megdöntve Steve Ovett 1973 óta élő Eb rekordját.
Hétszeres felnőtt magyar bajnok; 2 × 800 m szabadtér (1981), 2 × 800 m (1981, 1982) és 2 × 1500 m (1981, 1990) fedett pálya és 1 × mezei 6 km-en (1991).
18-szor szerepelt a magyar felnőtt válogatottban 800-1500-5000 méteren és sokszor a korosztályos válogatottban.
1982-ben 800 méteren vezette a fedett pályás világranglistát új országos rekorddal 1:46,79. Részt vett 3 fedett pályás Eb-n (1981, 1982, 1988) és egy főiskolás VB-n.
Országos rekordokat állított fel, amelyek közül több mostanáig  fennáll: U20 és U23 korosztályban.
Egyéni csúcsai
| 800 méter               | 1:46,17 | Utrecht    | 1981. augusztus 23. |
| 1000 méter              | 2:19,01 | Hollabrunn | 1981. augusztus 13. |
| 2000 méter              | 5:08,8  | Miskolc    | 1981. október 6.    |
| 800 méter fedett pálya  | 1:49,9  | Budapest   | 1981. február 1.    |
| 800 méter fedett pálya  | 1:46,79 | Budapest   | 1982. február 20.   |
| 1500 méter fedett pálya | 3:44,3  | Budapest   | 1981. február 15.   |
| 1500 méter              | 3:38,6  | Debrecen   | 1984. augusztus 4.  |

## Díjai, elismerései
- Az év magyar ifjúsági sportolója választás 2. helyezettje (1981)[3]